# برنامج قانون البيئة في مونتفيديو
برنامج مونتفيديو لتطوير القانون البيئي واستعراضه دوريًا (برنامج قانون مونتفيديو البيئي) هو برنامج حكومي دولي تابع للأمم المتحدة مدته عشر سنوات لتطوير القانون البيئي ومراجعته دوريًا، وهو مصمم لتعزيز القدرات ذات الصلة في البلدان. صمم البرنامج في عام 1982.
يقوم البرنامج على الركائز الثلاث لميثاق الأمم المتحدة التي تربط السلام والأمن وحقوق الإنسان والتنمية بسيادة القانون.
اليونيب (برنامج الأمم المتحدة للبيئة) هو أمانة البرنامج.

## الأهداف
اعتمدت جمعية الأمم المتحدة للبيئة برنامج مونتفيديو الخامس في عام 2019، الذي يمتد من يناير 2020 إلى ديسمبر 2029، والذي طور للبناء على نجاحات البرامج السابقة. الهدف هو تمكين البلدان من تحقيق الأهداف البيئية الواردة في قرارات الأمم المتحدة، ولا سيما تلك التي اعتمدتها جمعية الأمم المتحدة للبيئة والتي تنعكس في الاتفاقات البيئية متعددة الأطراف.
الهدف من برنامج مونتفيديو هو:
- دعم تطوير التشريعات البيئية الملائمة والفعالة والأطر القانونية لمعالجة القضايا البيئية.
- تعزيز تنفيذ القانون البيئي على المستوى الوطني.
- دعم بناء القدرات من أجل زيادة فعالية القانون البيئي لأصحاب المصلحة.
- دعم الحكومات الوطنية، بناء على طلبها، في تطوير وتنفيذ سيادة القانون البيئي.
- تعزيز دور القانون البيئي في سياق الإدارة البيئية الفعالة.

بالشراكة مع وكالات الأمم المتحدة والمنظمات الحكومية الدولية ومنظمات المجتمع المدني والقطاع الخاص والأكاديميين، يركز البرنامج على عدد من الاستراتيجيات والأنشطة. وتشمل هذه التوجيهات لتطوير نماذج قانونية فعالة، والمشاركة والتواصل بين أصحاب المصلحة وعامة الناس، والتعليم والتدريب على القانون البيئي، والبحث في القضايا البيئية.
من المقرر أن يساهم البرنامج في البعد البيئي لخطة التنمية المستدامة لعام 2030. تسعى هذه الأجندة إلى تعزيز السلام العالمي والقضاء على الفقر من أجل دعم التنمية المستدامة.
يعتمد التنفيذ الفعال للبرنامج الخامس على تكييف أنشطة محددة بوضوح وقابلة للتحقيق مع احتياجات وأولويات البلدان المعينة. والأنشطة، على سبيل المثال لتحقيق الإدارة والاستخدام المستدامين للموارد الطبيعية وحماية البيئة، يجب أن تعزز أيضًا المساواة بين الجنسين والإنصاف بين الأجيال.
وستقوم اللجان التوجيهية المؤلفة من ممثلين أو ثلاثة ممثلين إقليميين بتمثيل الأنشطة في نقاط الاتصال الوطنية في الاجتماعات العالمية، وستعمل مع الأمانة في تنفيذ برنامج مونتفيديو.
ستطلب المساعدة من الأكاديميين والخبراء في مجال القانون البيئي ومنظمات المجتمع المدني ذات الصلة والقطاع الخاص، عند الاقتضاء.

## البرامج السابقة
نفذت أربعة برامج سابقة في مونتفيديو:
- برنامج مونتفيديو الرابع (2010-2019)
- برنامج مونتفيديو الثالث (2000-2009)
- برنامج مونتفيديو 2 (1990-1999)
- برنامج مونتفيديو الأول (1981-1990)[1]

## روابط خارجية
- برنامج الأمم المتحدة للبيئة الخامس مونتفيديو